# Europese kampioenschappen zeilwagenrijden 1982
De Europese kampioenschappen zeilwagenrijden 1982 waren door de Internationale Vereniging voor Zeilwagensport (FISLY) georganiseerd kampioenschappen voor zeilwagenracers. De 20e editie van de Europese kampioenschappen vond plaats in het Britse Brean Sands. 

## Uitslagen
| klasse   | Goud             | Zilver                | Brons                       |
| -------- | ---------------- | --------------------- | --------------------------- |
| Klasse 2 | Robert Demuysere | Guy Houillon          | Pierre Nyssens              |
| Klasse 3 | Bertrand Lambert | Hans-Werner Eickstädt | Jean-Marc Grimonpont        |
| Klasse 4 | Paul Shakleton   | Jean-Pierre Ville     | Jacques Robin               |
| Klasse 5 | Mark White       | Mike Shaw             | Patrice Bulteau             |
| Dames    | Sylvie Fajou     | Brigitte Cantin       | Véronique Ribaud de Gineste |

1963 ·
1964 ·
1965 ·
1966 ·
1967 ·
1968 ·
1969 ·
1970 ·
1971 ·
1972 ·
1973 ·
1974 ·
1975 ·
1976 ·
1977 ·
1978 ·
1979 ·
1980 ·
1981 ·
1982 ·
1983 ·
1984 ·
1985 ·
1986 ·
1987 ·
1988 ·
1989 ·
1990 ·
1991 ·
1992 ·
1993 ·
1994 ·
1995 ·
1996 ·
1997 ·
1998 ·
1999 ·
2000 ·
2001 ·
2002 ·
2003 ·
2004 ·
2005 ·
2006 ·
2007 ·
2009 ·
2010 ·
2011 ·
2013 ·
2015 ·
2016 ·
2017 ·
2019 ·
2020 ·